# Macrocera aterrima
Macrocera aterrima är en tvåvingeart som beskrevs av Stackelberg 1945. Macrocera aterrima ingår i släktet Macrocera och familjen platthornsmyggor. Inga underarter finns listade i Catalogue of Life.